# Francisco Majewski
Francisco Majewski (Montevideo, 1. svibnja 1939. – Cuernavaca, 22. travnja 2012.) bio je urugvajski nogometaš poljskog podrijetla. Igrao je na mjestu braniča. 

## Karijera
Rođen je u Montevideu, točno 4 mjeseca prije početka Drugog svjetskog rata. Igrao je na mjestu središnjeg braniča zahvaljujući svojoj građi – bio je visok 1,84 metara i težak 187 kilograma. Prvih sedam godina igračke karijere proveo je u gradskom klubu C.A. Peñarol. Kulube se pridružio sa svega petnaest godina, pa je jedan od najmlađih nogometaša koji su zaigrali u Prvoj urugvajskoj nogometnoj ligi. 1960. osvojio je nacionalno prvenstvo i Južnoameričko klupsko prvenstvo, a zaigrao je na Interkontinentalnom kupu 1960. prije nego što je s 22 godine napustio klub.
Majewski 1961. godine odlazi u Meksiko kako bi potpisao dvogodišnji ugovor s klubom Atlanteom pod vodstvom Jorgea Marika. Nakon dvije godine, prebacio se u Necaxu, gdje je na mjestu braniča igrao punih sedam sezona Meksičke prve lige. U sezoni 1965./66. osvojio je Meksički nogometni kup. Budući da je u svojoj cijeloj igračkoj karijeri dobio samo dva crvena kartona, bio je poznat pod nadimkom "Caballero del área" (Džentlmen cijelog područja).
Njegov brat Alejandro je također igrao nogomet i imao meksičko državljanstvo. Francisco je umro u meksičkom gradu Cuernavaci, 22. travnja 2012.

## Poveznice
- Poljaci u Urugvaju